# Ши Тингмао
Ши Тингмао (кин: 施廷懋; пинјин: Shī Tíngmào; Чунгкинг, 31. август 1991) елитна је кинеска скакачица у воду и вишеструкасветска првакиња у овом спорту. Њена специјалност су скокови са даске са висине од једног и три метра, појединачно и синхронизовано.
Скоковима у воду бави се од 2003. године, а први значајнији резултат остварила је на националном првенству 2008. године где је освојила бронзану медаљу у скоковима са даске са висине од 3 метра. На Азијским играма 2010. у Гуангџоу освојила је злато у синхронизованим скоковима са даске 3 метра, те сребро у појединачним скоковима у истој дисциплини.
Највећи успех остварила је на Светском првенству 2011. где је освојила златну медаљу у скоковима са даске са висине од 1 метра. Исти резултат поновила је и на наредна два светска првенства, у Барселони 2013. и Казању 2015. у синхронизованим скоковима са даске 3м (оба пута у пару са Ву Минсја). У Будимпешти 2017. освојила је још две златне медаље, у скоковима са даске и у синхронизованим скоковима са даске (у пару са Чанг Јани).